# Michael S. Brown
Michael Stuart Brown (* 13. dubna 1941) je americký genetik a vysokoškolský pedagog. Spolu s Josephem L. Goldsteinem obdržel roku 1985 Nobelovu cenu za fyziologii a lékařství za objevy týkající se regulace metabolismu cholesterolu.
Michael S. Brown vystudoval medicínu na Pensylvánské univerzitě. Na svých objevech týkajících se cholesterolu pracoval spolu s Josephem L. Goldsteinem na Texaské univerzitě.